# Standard Luik in het seizoen 2003/04
Dominique D'Onofrio, die in september 2003 Robert Waseige had opgevolgd, bleef ook in het seizoen 2003/04 hoofdcoach van Standard Luik. Als assistent-trainer nam het bestuur José Riga in dienst. Michel Preud'homme bleef technisch directeur en Pierre François begon aan zijn eerste volledige seizoen als algemeen directeur.
In de zomer van 2003 waren er opnieuw verscheidene inkomende en uitgaande transfers. Standard nam afscheid van onder meer Michaël Goossens, Eric Van Meir, Ole Martin Årst, Harold Meyssen, Rabiu Afolabi en Johan Walem en zette zelf vooral in op extra aanvallers. Sambegou Bangoura, Alexandros Kaklamanos, Mohammed Aliyu Datti en Émile Mpenza maakten in 2003 allemaal de overstap naar Luik. Op het middenveld investeerde de club met de dertigers Roberto Bisconti, Miljenko Mumlek en Danny Boffin vooral in ervaring. Vooral de terugkeer van Mpenza, die van 1997 tot 1999 al eens voor de Rouches had gespeeld, bleek een schot in de roos. De spits scoorde 21 competitiedoelpunten in het seizoen 2003/04 en werd zo tweede in de topschutterslijst. ook Bisconti, die net als Mpenza al eens voor Standard had gespeeld, bleek een belangrijke schakel in het elftal van trainer D'Onofrio. De 30-jarige middenvelder werd in februari 2004 voor de eerste keer in zijn carrière geselecteerd voor de Rode Duivels.
Standard kende een wisselvallig seizoen. Hoewel het voor de winterstop de toppers tegen RSC Anderlecht (1-4) en Club Brugge (3-1) overtuigend won, moest het beide teams in het klassement laten voorgaan. Vooral na de winterstop, waarin Standard zich nochtans versterkt had met Danny Boffin, kende Standard een dipje. Het team van D'Onofrio speelde vijf keer op rij gelijk en zag zo Anderlecht steeds meer afstand nemen. De Rouches werden uiteindelijk derde, met zestien punten achterstand op landskampioen Anderlecht. Daardoor mochten ze een seizoen later opnieuw deelnemen aan de UEFA Cup.
In de beker kende Standard minder succes. De Rouches werden al in de eerste ronde uitgeschakeld door Cercle Brugge. De West-Vlamingen wonnen met 2-0. In februari 2004 nam Standard in de competitie sportieve wraak door Cercle met 7-0 in te blikken.

## Selectie
| Nr.           | Naam                  | Nationaliteit        | Geboortedatum | Vorige club                   |
| ------------- | --------------------- | -------------------- | ------------- | ----------------------------- |
| Keepers       |                       |                      |               |                               |
| 1             | Fabián Carini         | Uruguay              | 26-12-1979    | 2000-2002 Juventus            |
| 16            | Olivier Werner        | België               | 16-04-1985    | /                             |
| 18            | Dimitri Habran        | België               | 22-08-1975    | 2002-2003 KV Mechelen         |
| Verdedigers   |                       |                      |               |                               |
| 3             | Ivica Dragutinović    | Servië en Montenegro | 13-11-1975    | 1996-2000 AA Gent             |
| 4             | Laurent Gomez         | België               | 24-10-1984    | /                             |
| 5             | Gonzalo Sorondo       | Uruguay              | 09-10-1979    | 2001-2003 Internazionale      |
| 7             | Aleksandar Mutavdžić  | Servië en Montenegro | 03-01-1977    | 1999-2002 Germinal Beerschot  |
| 8             | Joseph Enakarhire     | Nigeria              | 06-11-1982    | 1998-1999 Enugu Rangers       |
| 11            | Gonzague Vandooren    | België               | 19-08-1979    | 2000-2001 Lierse SK           |
| 13            | Godwin Okpara         | Nigeria              | 18-08-1971    | 1999-2001 Paris Saint-Germain |
| 19            | Önder Turacı          | Turkije              | 14-07-1981    | 2000-2002 La Louvière         |
| 24            | Gilles Colin          | België               | 06-09-1984    | /                             |
| Middenvelders |                       |                      |               |                               |
| 2             | Roberto Bisconti      | België               | 21-07-1973    | 2003 Rapid Boekarest          |
| 10            | Almani Moreira        | Guinee-Bissau        | 16-06-1978    | 1999-2001 Boavista            |
| 14            | Juan Ramón Curbelo    | Uruguay              | 02-05-1979    | 2001-2003 CA Fénix            |
| 15            | Jonathan Walasiak     | België               | 23-10-1982    | /                             |
| 21            | Miljenko Mumlek       | Kroatië              | 21-11-1972    | 2000-2003 NK Varaždin         |
| 22            | Bjørn Helge Riise     | Noorwegen            | 21-06-1983    | 2001-2003 Aalesunds FK        |
| 23            | Jinks Dimvula         | België               | 28-11-1982    | /                             |
| 23            | Danny Boffin          | België               | 10-07-1965    | 2001-2003 Sint-Truidense VV   |
| 24            | Mustapha Oussalah     | België               | 19-02-1982    | /                             |
| Aanvallers    |                       |                      |               |                               |
| 9             | Alexandros Kaklamanos | Griekenland          | 20-05-1974    | 2000-2003 AA Gent             |
| 12            | Papy Kimoto           | Congo-Kinshasa       | 22-07-1976    | 1999-2003 KSC Lokeren         |
| 14            | Jurgen Cavens         | België               | 19-08-1978    | 2002-2003 FC Twente           |
| 17            | Sambegou Bangoura     | Guinee               | 03-04-1982    | 2000-2003 KSC Lokeren         |
| 20            | Mohammed Aliyu Datti  | Nigeria              | 14-03-1982    | 2002-2003 Siena               |
| 22            | Mohamed El Yamani     | Egypte               | 10-01-1982    | 2003 KV Mechelen              |
| 25            | Émile Mpenza          | België               | 04-07-1978    | 2000-2003 FC Schalke 04       |
|               | Mohamed Tchité        | Burundi              | 31-01-1984    | 2002 Victory Sport Mukura     |

### Technische staf
| Functie         | Naam                | Nationaliteit |
| --------------- | ------------------- | ------------- |
| Coach           | Dominique D'Onofrio | België        |
| Assistent-coach | José Riga           | België        |
| Keeperstrainer  | Christian Piot      | België        |
| Physical coach  | Guy Namurois        | België        |

## Transfers

### Zomer

#### Inkomend
- Miljenko Mumlek (NK Varaždin)
- Gonzalo Sorondo (Internazionale) (huur)
- Émile Mpenza (FC Schalke 04)
- Mohammed Aliyu Datti (AC Milan)
- Roberto Bisconti (Rapid Boekarest)
- Alexandros Kaklamanos (AA Gent)
- Sambegou Bangoura (KSC Lokeren)
- Papy Kimoto (KSC Lokeren)
- Jurgen Cavens (FC Twente) (einde huur)
- Mohamed El Yamani (KV Mechelen) (einde huur)
- Dimitri Habran (KV Mechelen) (einde huur)
- Antonio Caramazza (KV Mechelen) (einde huur)

#### Uitgaand
- Antonio Caramazza (CS Visé)
- Rabiu Afolabi (Austria Wien)
- Ole Martin Årst (Tromsø IL)
- Khalid Fouhami (Académica Coimbra)
- Michaël Goossens (Grazer AK)
- Harold Meyssen (Cercle Brugge)
- Grégory Rondeux (KAS Eupen)
- Frederik Söderström (SC Braga)
- Filip Šušnjara (La Louvière)
- Johan Walem (Torino)
- Cedric Olondo (Seraing United) (huur)
- Bart Vandepoel (KV Mechelen) (huur)
- Eric Van Meir (einde carrière)

### Winter

#### Inkomend
- Danny Boffin (Sint-Truidense VV)
- Juan Ramón Curbelo (CA Fénix)

### Uitgaand
- Jurgen Cavens (AA Gent) (huur)
- Mustapha Oussalah (AA Gent)

## Eerste Klasse

### Klassement
|         |    |                    | P  | W  | G  | V  | +  | -  | DS  | Ptn |
| ------- | -- | ------------------ | -- | -- | -- | -- | -- | -- | --- | --- |
| K (CL)  | 1  | Anderlecht         | 34 | 25 | 6  | 3  | 77 | 27 | +50 | 81  |
| (CL)    | 2  | Club Brugge        | 34 | 22 | 6  | 6  | 77 | 31 | +46 | 72  |
| (UEFA)  | 3  | Standard Luik      | 34 | 18 | 11 | 5  | 68 | 31 | +37 | 65  |
|         | 4  | Genk               | 34 | 17 | 8  | 9  | 58 | 40 | +18 | 59  |
|         | 5  | Moeskroen          | 34 | 15 | 14 | 5  | 64 | 42 | +22 | 59  |
|         | 6  | Westerlo           | 34 | 14 | 10 | 10 | 51 | 45 | +6  | 52  |
|         | 7  | Germinal Beerschot | 34 | 11 | 11 | 12 | 34 | 40 | −6  | 44  |
|         | 8  | La Louvière        | 34 | 10 | 14 | 10 | 45 | 46 | −1  | 44  |
|         | 9  | AA Gent            | 34 | 8  | 16 | 10 | 33 | 34 | −1  | 40  |
|         | 10 | Lokeren            | 34 | 10 | 9  | 15 | 45 | 54 | −9  | 39  |
|         | 11 | Lierse             | 34 | 8  | 15 | 11 | 33 | 40 | −7  | 39  |
| (beker) | 12 | Beveren            | 34 | 11 | 5  | 18 | 45 | 58 | −13 | 38  |
|         | 13 | Sint-Truiden       | 34 | 9  | 11 | 14 | 36 | 50 | −14 | 38  |
|         | 14 | Cercle Brugge      | 34 | 7  | 14 | 13 | 28 | 52 | −24 | 35  |
|         | 15 | Charleroi          | 34 | 8  | 9  | 17 | 35 | 47 | −12 | 33  |
|         | 16 | Mons               | 34 | 7  | 12 | 15 | 29 | 52 | −23 | 33  |
| D       | 17 | Heusden-Zolder     | 34 | 7  | 7  | 20 | 36 | 68 | −32 | 28  |
| D       | 18 | Antwerp            | 34 | 7  | 6  | 21 | 30 | 67 | −37 | 27  |

P: wedstrijden gespeeld, W: wedstrijden gewonnen, G: gelijke spelen, V: wedstrijden verloren, +: gescoorde doelpunten, -: doelpunten tegen, DS: doelsaldo, Ptn: totaal punten
K: kampioen, D: degradeert, (beker): bekerwinnaar, (CL): geplaatst voor Champions League, (UEFA): geplaatst voor UEFA-beker

## Afbeeldingen

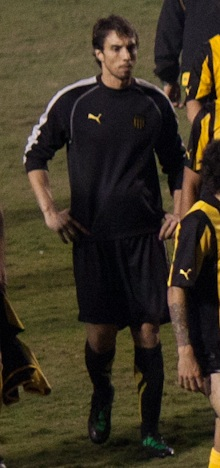
Fabián Carini (doelman)
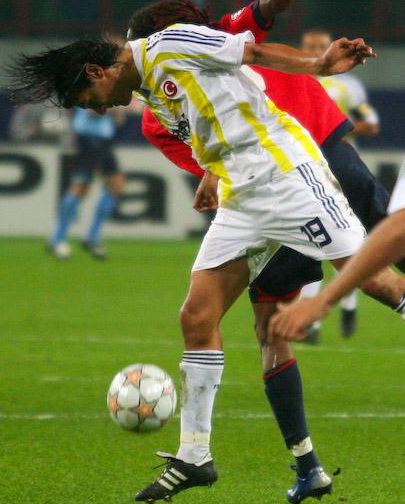
Önder Turacı (verdediger)
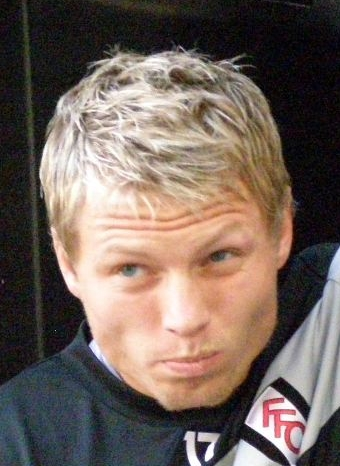
Bjørn Helge Riise (middenvelder)
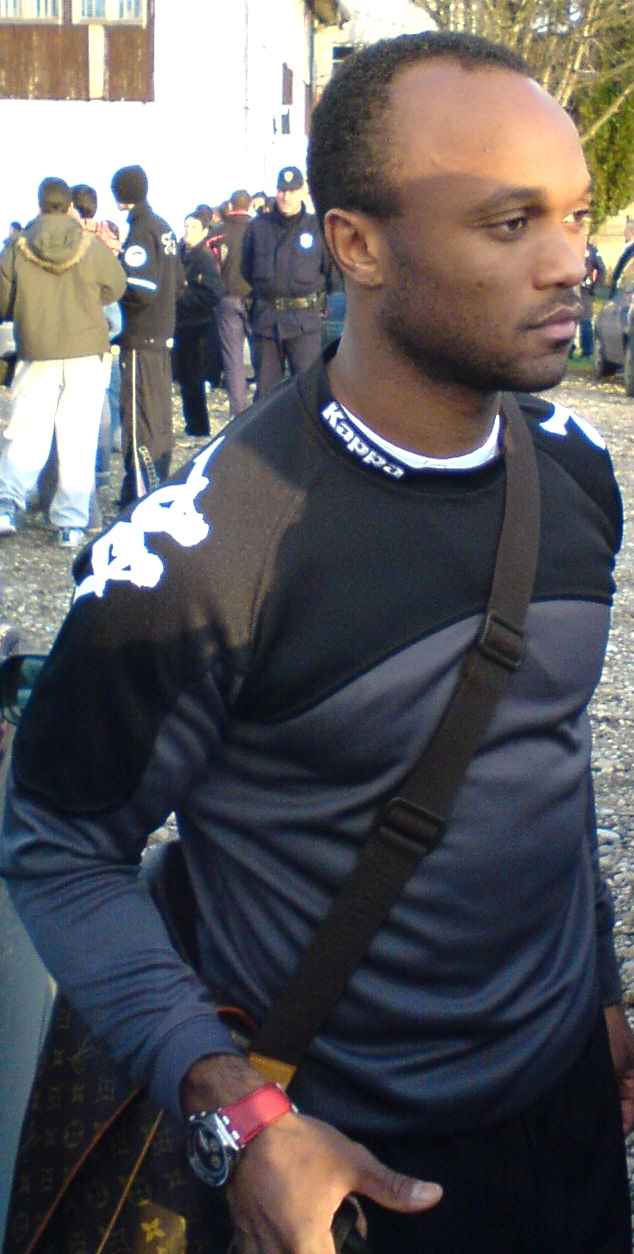
Almani Moreira (middenvelder)
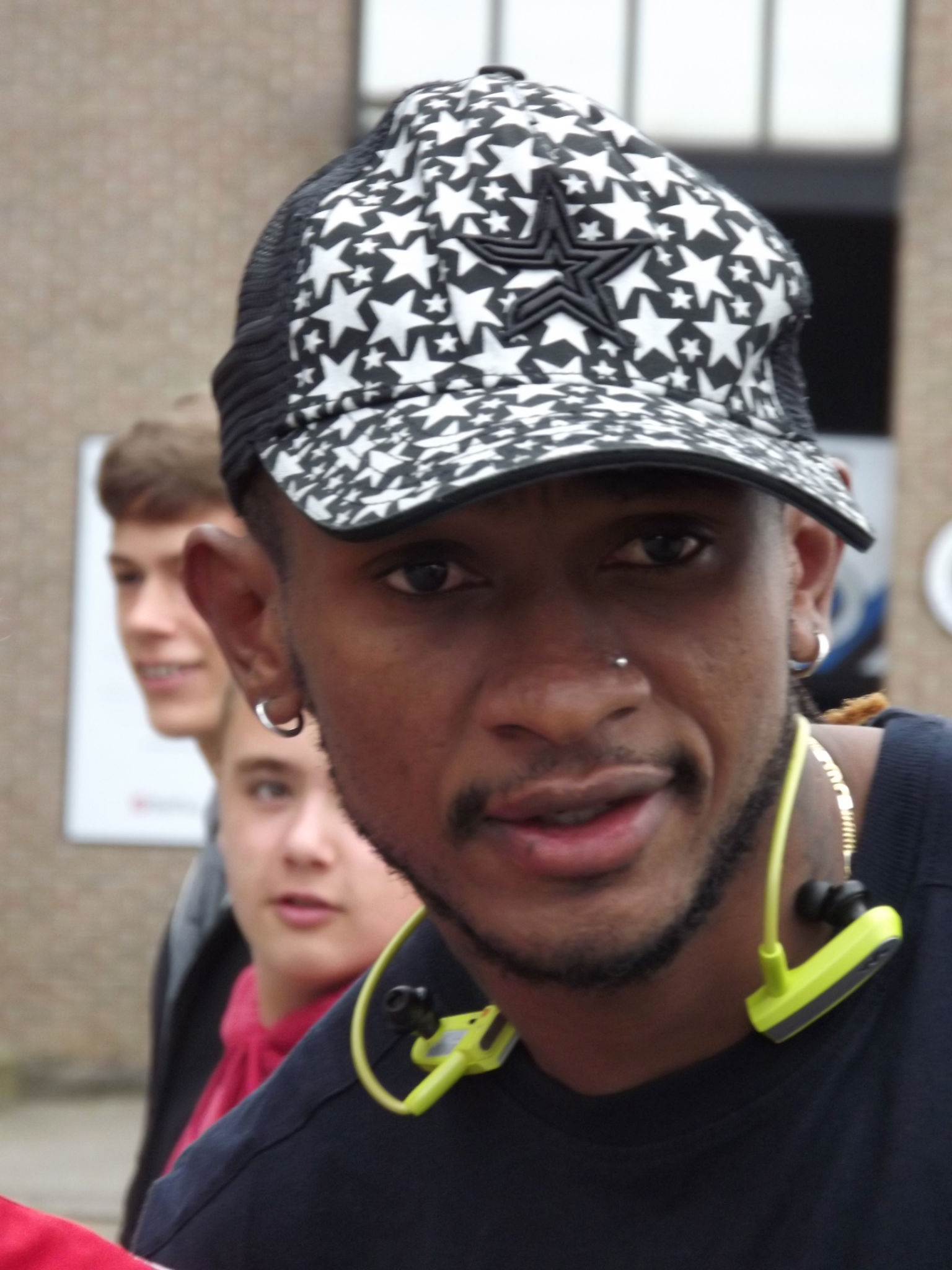
Mohamed Tchité (aanvaller)
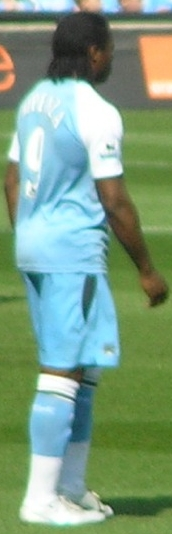
Émile Mpenza (aanvaller)